# Morissanda Kouyaté
Pour les articles homonymes, voir Kouyaté.
Morissanda Kouyaté né le 19 novembre 1951 à Kouroussa, est un homme politique guinéen.
Il est le Ministre des Affaires étrangères, de l'Intégration africaine et des Guinéens établis à l'étranger dans le gouvernement dirigé par Mohamed Béavogui du 25 octobre 2021, celui de Bernard Goumou du 20 août 2022 au 19 février 2024. Puis celle de bah Oury depuis 13 mars 2024.

## Biographie
Morissanda né à Kouroussa en 1951, est un docteur en médecine.
Il a un doctorat en médecine de l'Université de Conakry en Guinée. Il est également diplômé de l'Université Johns Hopkins du Maryland et de l'Université Clark Atlanta (en) aux États-Unis.
Après avoir travaillé pendant plusieurs années dans les campagnes guinéennes, il a occupé des postes de responsabilité au ministère de la santé de la république de Guinée notamment directeur national des hôpitaux, directeur de la division de la santé de la reproduction. Il a également été président de la Croix-Rouge de Conakry 3.
Morissanda Kouyaté a egalement travailler dans la lutte contre les pratiques traditionnelles néfastes en général, et les mutilations génitales féminines (MGF) et les mariages d’enfants.

## Parcours professionnel
Avant d'être ministre, il était le directeur exécutif du comité Inter-Africain sur les pratiques affectant la santé des femmes et enfants (CI-AF).
Militant contre les mutilations génitales féminines, Kouyaté est cofondateur du comité inter-africain sur les pratiques traditionnelles n'affectant la santé des femmes et des enfants (IAC) en 1984 à Dakar, Sénégal.
En 2012, il est co-auteur de la résolution 67/146 de l'assemblée générale des Nations unies, qui consacre le 6 février, un appel a tous les pays de mettre fin aux MGF.

## Ministre
Il est nommé par décret le 25 octobre 2 021 Ministre des Affaires étrangères, de l'Intégration africaine et des Guinéens établis à l'étranger.
Le 19 février 2024, le gouvernement Bernard Goumou dont il est membre est dissout par le Comité national du rassemblement pour le développement (CNRD).
Le 13 mars 2024, il est reconduit au même poste dans le gouvernement Bah Oury.

## Prix et reconnaissances
- 2020 : Prix Nelson Mandela 2020 aux côtés de la philanthrope grecque Mariánna Vardinogiánni[8].